# Římskokatolická farnost Údlice-Přečaply
Římskokatolická farnost Údlice-Přečaply (lat. Eidlicio-Pritschaplium, něm. Eidlitz-Pritschapl) je zaniklá církevní správní jednotka sdružující římské katolíky v Údlicích-Přečaplech a okolí. Organizačně spadala do krušnohorského vikariátu, který je jedním z deseti vikariátů litoměřické diecéze.

## Historie farnosti
V roce 1352 byly v místě dvě samostatné plebánie – Údlice a Přečaply. Matriky pro Údlice jsou vedeny od roku 1654, matriky pro Přečaply od roku 1663. Od roku 1798 byly oba kostely (Povýšení sv. Kříže v Údlicích a sv. Matouše v Přečaplech) farními se společným farářem, který sídlil v Údlicích.
Farnost byla do 31. prosince 2012 součástí chomutovského farního obvodu. Od 1. ledna 2013 afiliovala farnosti Březno u Chomutova, Droužkovice, Hrušovany u Chomutova, Stranná, Všestudy a Vysočany, přičemž ovšem sama zanikla 3. ledna 2013 sloučením do farnosti – děkanství Chomutov.

### Duchovní správcové vedoucí farnost
Začátek působnosti jmenovaného v duchovní správě farnosti od:
- 1358   Henricus
- 1372   Nicolaus
- 1395   Dominicus
- Zacharias Faber, † 5. 8. 1595 (zavražděn protestanty)
- 21. 10. 1626 Georgius Klecblatt, † 1626
- 1640   Nicolaus Faber
- 1643   Joannes Langenheim
- 1665   Henricus Faber
- 1665   Laurentius Teubl
- 1688   Josephus Hyacinthus Mayer
- 1713   Josephus Lankisch
- 1717   Carolus  Ferdinandus de Thumsecker, † 25. 7. 1746
- 1747   Wenceslaus Widin
- 1768   Joann. Nep. Schwartz, † 22. 2. 1785
- 1786   Aug. Pompe, † 7. 5. 1794
- 1795   par. vacat, cap. Franc. Stanka
- 1796   Wolfg. Moritz OP, † 11. 10. 1817
- 1819   Ioann. Wagner, n. 11. 5. 1744 Vejprty, o. 21. 9. 1770, † 24. 9. 1836
- 1836   Anton. Herrfort, n. 22. 11. 1791 Habstein, o. 11. 8. 1815, †  6. 8. 1837 exp. Všestudy
- 1837   Jos. Herzum, n. 4. 11. 1792 Bilin, o. 15. 8. 1816, † 17. 3. 1872
- 1. 9. 1872   Ludov. Sommer, n. 20. 12. 1808 Oberberzdorf, o. 21. 12. 1831, † 2. 9. 1884
- 1884   par. vacat, admin. int. Josef Rejzek
- 1885   Jos. Kneissl, n. 17. 1. 1821 Radschitz, o. 25. 7. 1845, † 11. 1. 1893
- 26. 5. 1887   Jos. Ehl, n. 10. 7. 1820 Solnic., o. 25. 7. 1846, † 11. 6. 1894
- 22. 2. 1894   Jos. Pirtzkall, n. 17. 8. 1842 Brims, o. 15. 7. 1867, † 5. 4. 1912
- 31. 10. 1907    par. vacat, admin. interc. Josef Ruffer
- 1908   Jos. Kindermann, n. 27. 6. 1859 Georgswald., o. 11. 5. 1884, † 3. 12. 1919
- 1910   par. vacat, admin. interc. Bernh. Röttger
- 1. 2. 1910   Ferd. Endl, n. 28. 9. 1877 Mittelberg, o. 13. 7. 1902, † 22. 3. 1927
- 2. 10. 1924   Guil. Siegel, n. 17. 8. 1880 Bilin, o. 12. 7. 1903, † 7. 3. 1940
- 1. 7. 1938   par. vacat, admin. interc. Ernest. Baier
- 1. 8. 1939   Henric. Henke, n. 5. 8. 1899 Lindenau, o. 1. 7. 1923, † 25. 8. 1974
- 1. 6. 1940   par. vacat, admin. interc. Rudolf Armstark
- 15. 3. 1941 Otto Winkler, n. 23. 3. 1910 Karbitz, o. 24. 6. 1934, † 26. 11. 1953
- 1. 8.  1947    Jaroslav Knespl
- 1. 8.  1954    Steph.  Půček
- 1. 11. 1957   Rudolf Hevera, n. 16. 4. 1927, o. 27. 6. 1954, † 9. 4. 1994, pohřben: Bělá nad Radbuzou
- 15. 10. 1958 Josef Vadovič
- 1. 11. 1959   Josef Jech
- 1. 2.  1969    Antonín Audy
- 1. 8.  1970    Vladimír Kusý
- 1. 8.  1971    František Tomšík SDB
- 1. 8.  1982    Josef Šprlák
- 1. 6.  1985    Miroslav Maňásek SDB
- 1. 7.  1986    Jan Kozár
- 1. 1. 1992    Jiří Voleský
- 1. 8.  1994    Libor Švorčík
- 1. 9.  1995    Jan Kozár
- 1. 2.  2004 – 2. ledna 2013   Alois Heger, admin. exc.[3]

Kromě kněží stojících v čele farnosti, působili ve farnosti v průběhu její historie i jiní kněží. Většinou pracovali jako farní vikáři, kaplani, katecheté, výpomocní duchovní aj.

## Území farnosti
Do farnosti náleželo území obcí:
- Bílence (Bielenz)[p 2]
- Hořenec (Horschenz)[p 2]
- Nezabylice (Neosablitz)[p 2]
- Přečaply (Pritschapl)[p 2]
- Údlice (Eidlitz)[p 2]
- Voděrady (Wodierad)[p 2]
- Všehrdy (Tschern)[p 2]

## Římskokatolické sakrální stavby a místa kultu na území farnosti
| | Fotografie | Stavba                     | Místo    | Bohoslužby                      | Zeměpisné souřadnice             | Status                                                                            | Číslo kulturní památky                       |
| Kostely | Kostely    | Kostely                    | Kostely  | Kostely                         | Kostely                          | Kostely                                                                           | Kostely                                      |
| --- | ---------- | -------------------------- | -------- | ------------------------------- | -------------------------------- | --------------------------------------------------------------------------------- | -------------------------------------------- |
| 1. |            | Kostel Povýšení sv. Kříže  | Údlice   | bližší informace o bohoslužbách | 50°26′22″ s. š., 13°27′33″ v. d. | do 3. ledna 2013 farní kostel, poté filiální kostel farnosti – děkanství Chomutov | 26425/5-788 (Pk•MIS•Sez•Obr•WD) (Q18511378)  |
| 2. |            | Kostel sv. Bartoloměje     | Bílence  | bližší informace o bohoslužbách | 50°25′29″ s. š., 13°30′21″ v. d. | filiální kostel                                                                   | 52204/5-5948 (Pk•MIS•Sez•Obr•WD) (Q22712611) |
| 3. |            | Kostel sv. Matouše         | Přečaply | bližší informace o bohoslužbách | 50°26′ s. š., 13°28′20″ v. d.    | filiální kostel                                                                   | 22385/5-803 (Pk•MIS•Sez•Obr•WD) (Q18718624)  |
| Kaple |            |                            |          |                                 |                                  |                                                                                   |                                              |
| 4. |            | Kaple sv. Anny             | Hořenec  | bohoslužby příležitostně        | 50°25′20″ s. š., 13°29′0″ v. d.  | obecní kaple                                                                      | (Q78788839)                                  |
| 5. |            | Kaple                      | Voděrady | bohoslužby příležitostně        | 50°25′19″ s. š., 13°30′55″ v. d. | obecní kaple                                                                      | (Q78782739)                                  |
| Zaniklé sakrální stavby |            |                            |          |                                 |                                  |                                                                                   |                                              |
| 6. |            | Kaple Narození Panny Marie | Všehrdy  | nelze sloužit                   | 50°25′11″ s. š., 13°27′39″ v. d. | zbořená kaple                                                                     | —                                            |
| Některé drobné sakrální stavby a pamětihodnosti lze dohledat zde v databázi Drobné sakrální památky Zaniklé sakrální stavby lze dohledat zde v databázi Poškozené a zničené kostely, kaple a synagogy v České republice |            |                            |          |                                 |                                  |                                                                                   |                                              |

Ve farnosti se mohou nacházet i další drobné sakrální stavby, místa římskokatolického kultu a pamětihodnosti, které neobsahuje tato tabulka.

## Galerie sakrálních pamětihodností ve farnosti

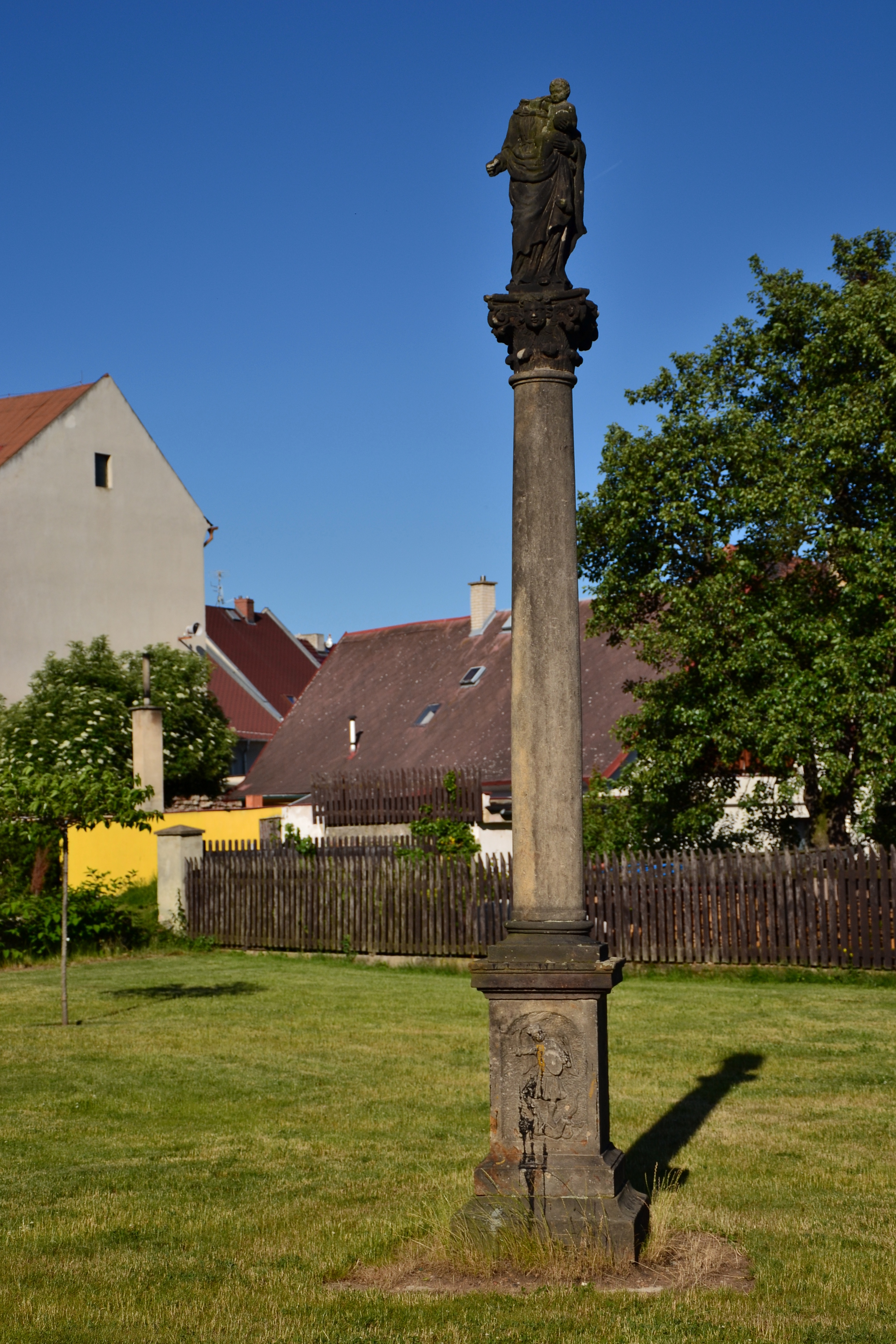
Mariánský sloup v Údlicích
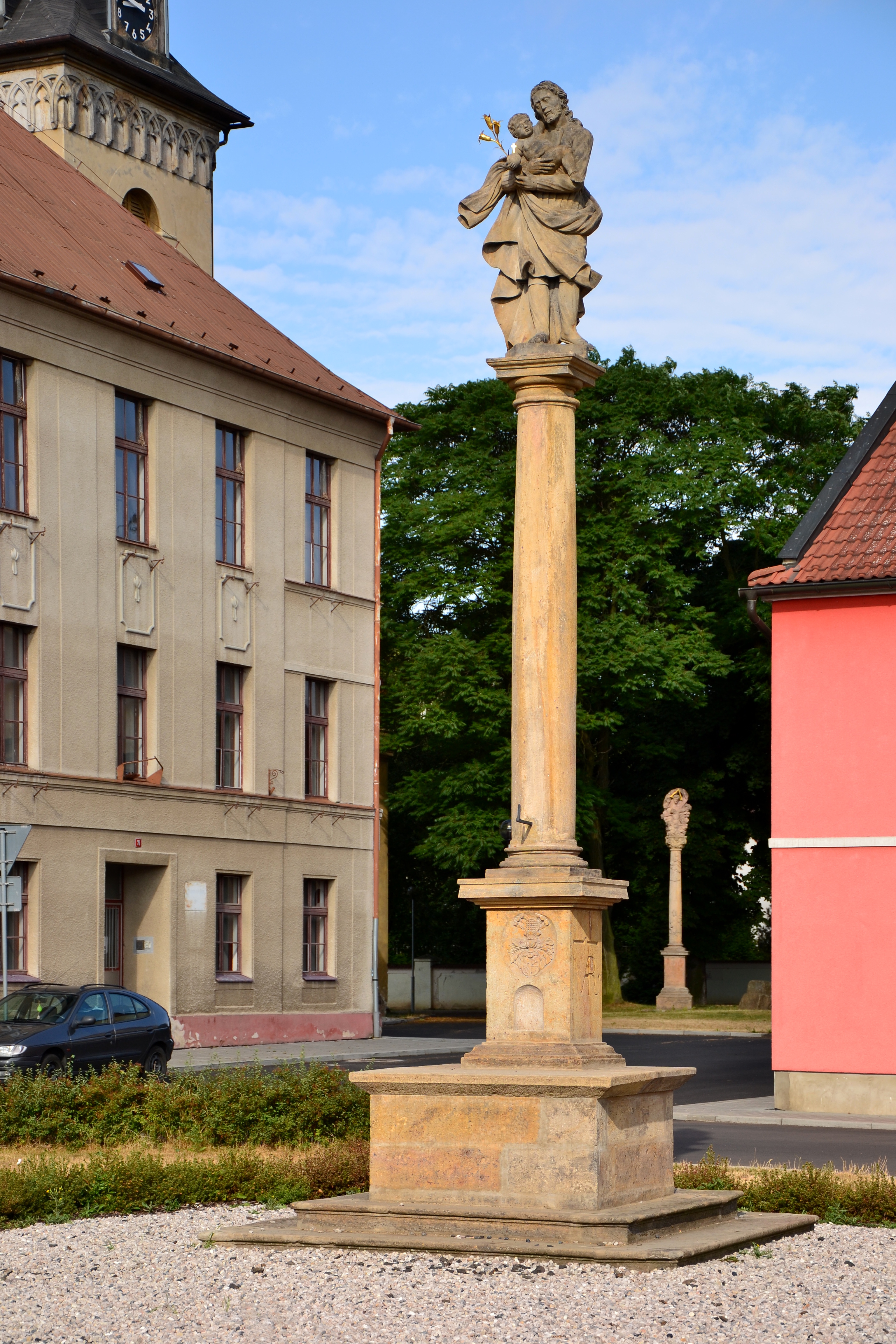
Sloup se sochou sv. Josefa v Údlicích
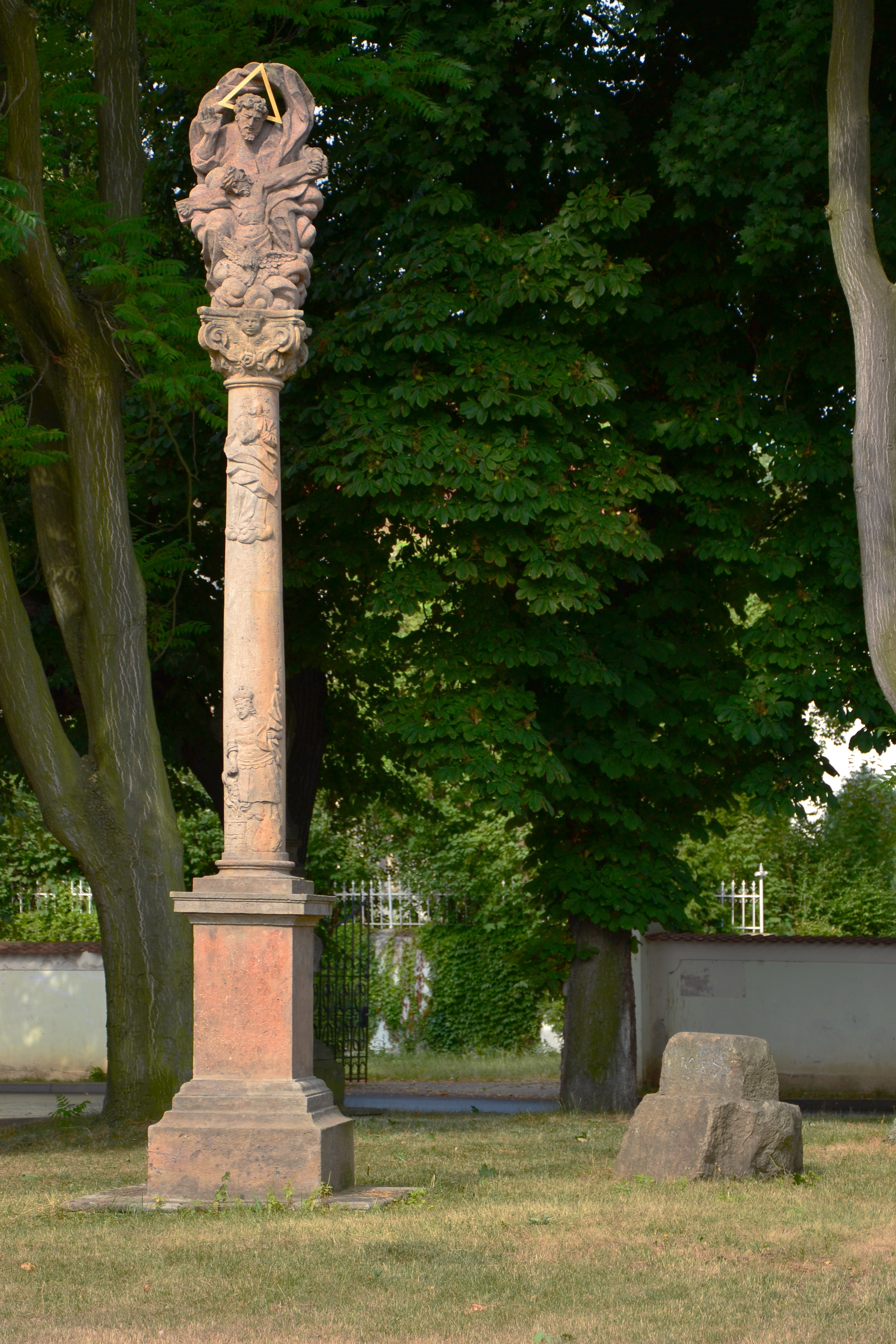
Sloup Nejsvětější Trojice v Údlicích
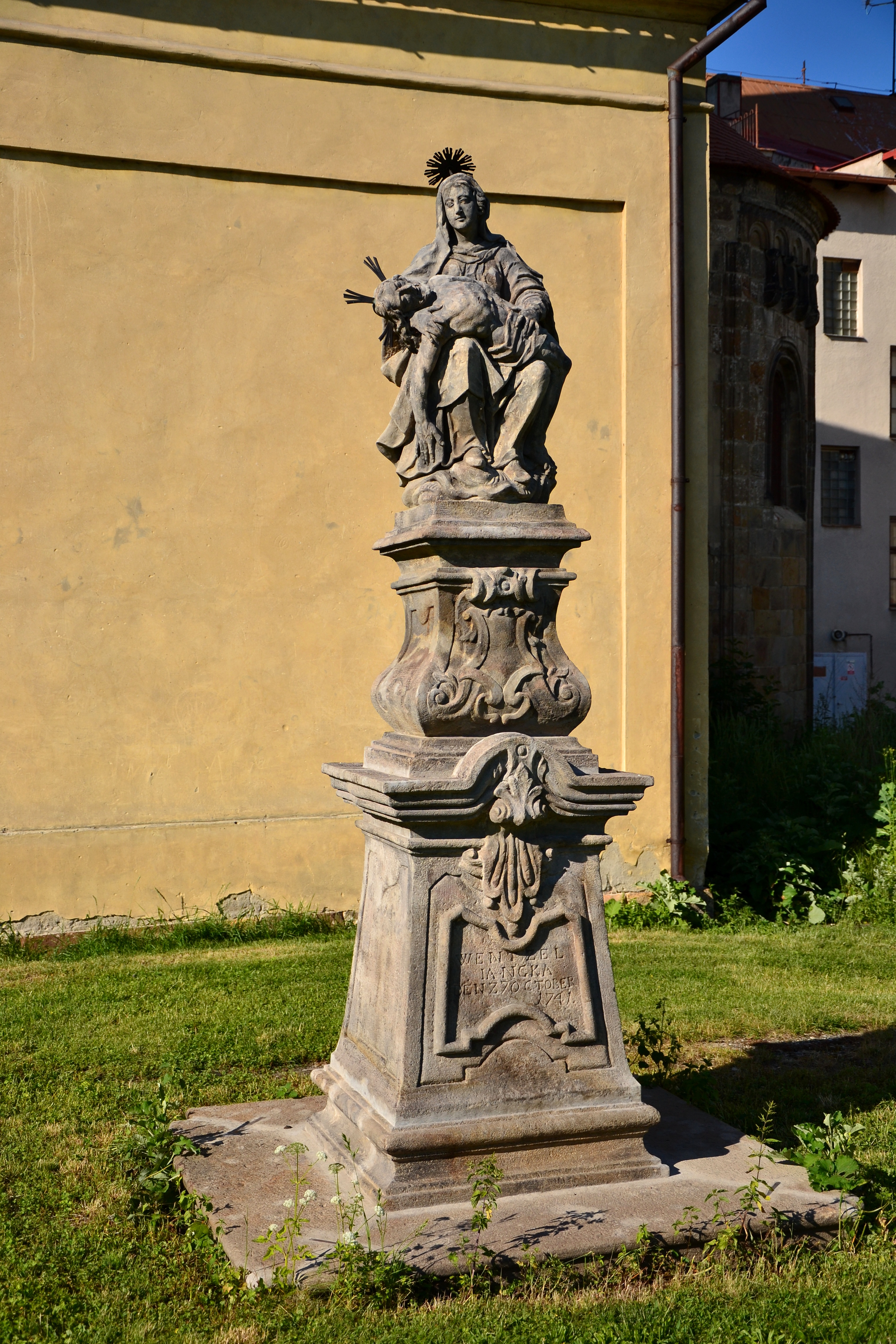
Socha Piety v Údlicích
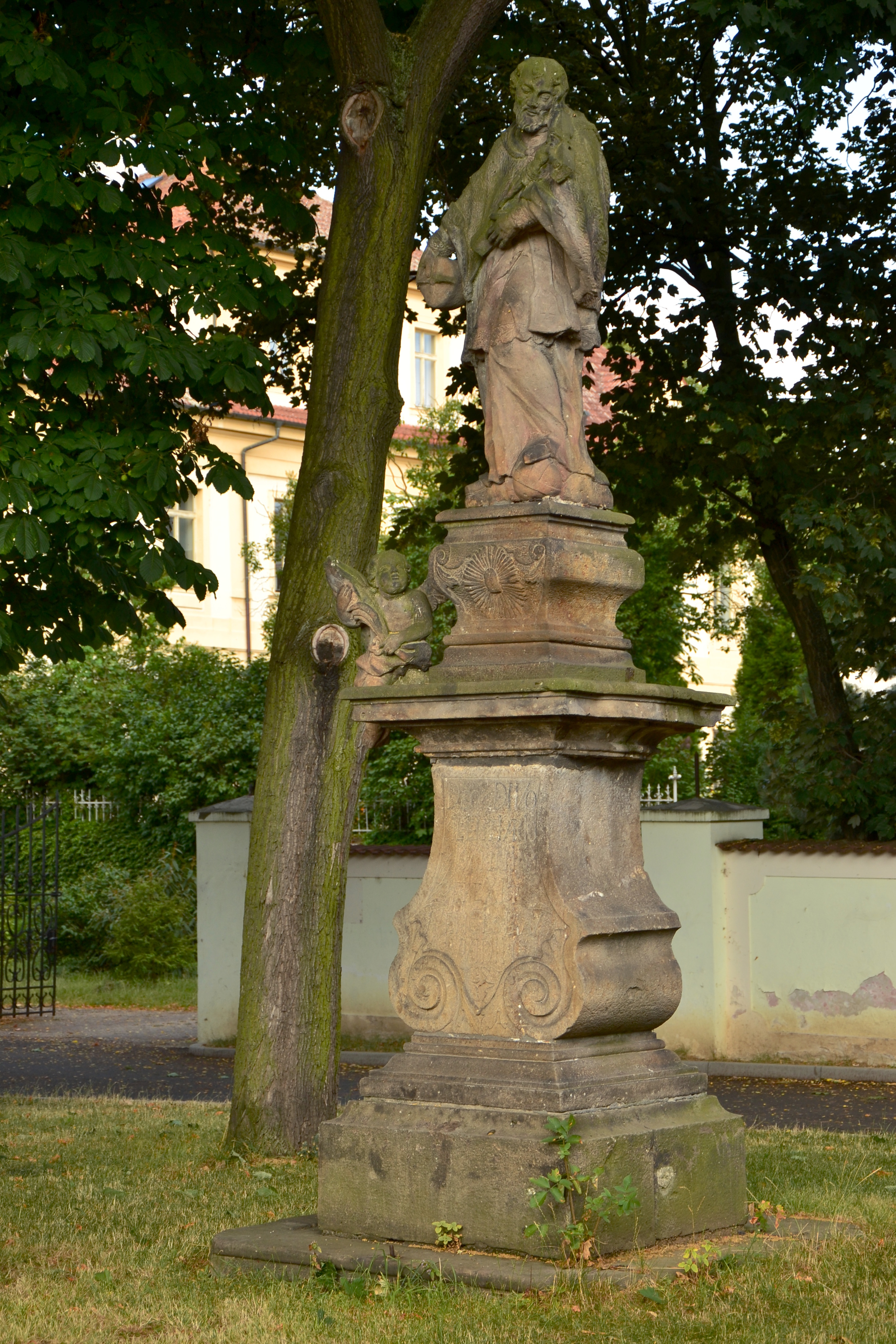
Socha sv. Jana Nepomuckého v Údlicích
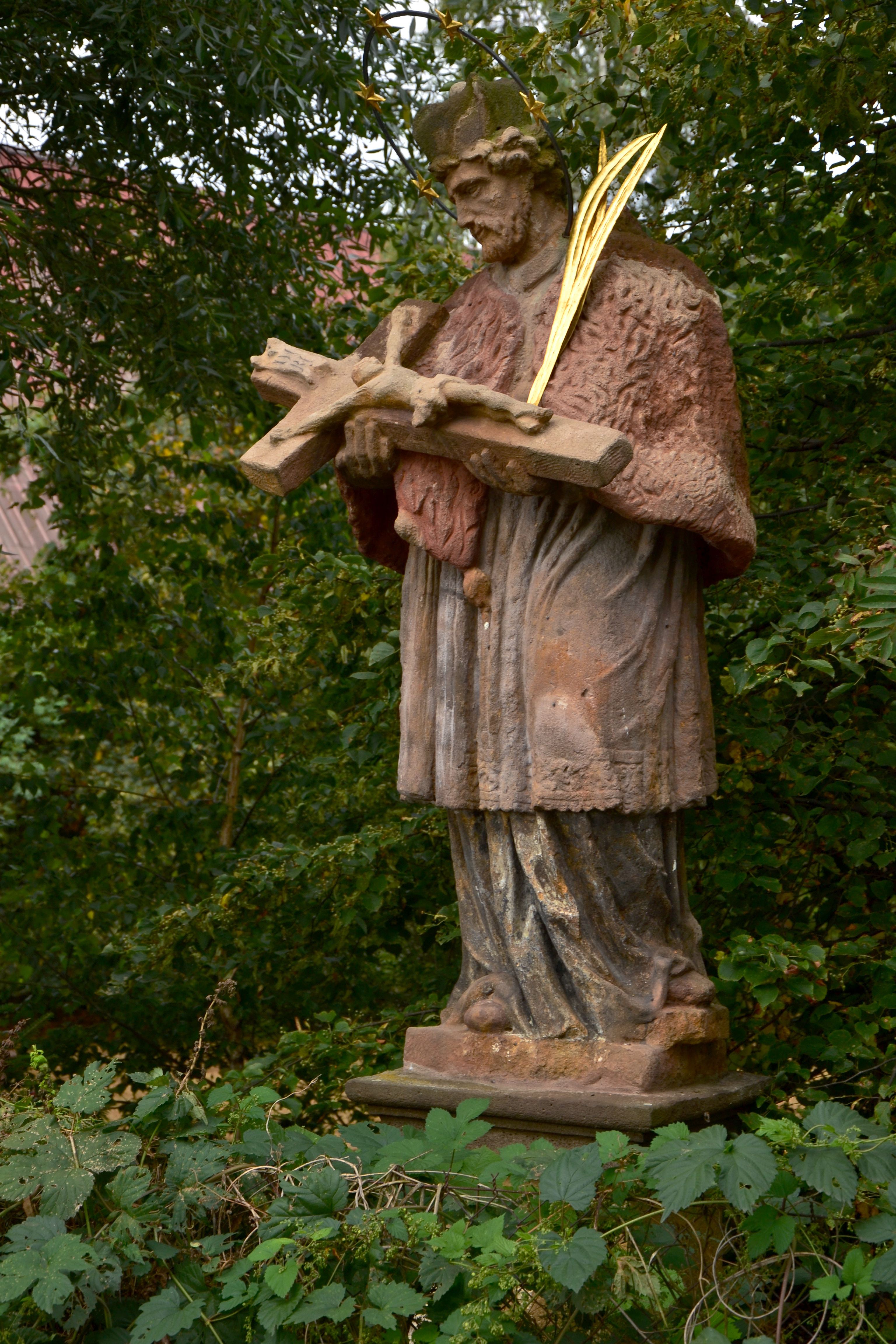
Socha sv. Jana Nepomuckého v obci Bílence